# 佐藤道夫
佐藤 道夫（さとう みちお、1932年（昭和7年）10月24日 - 2009年（平成21年）7月15日）は、日本の検察官、政治家、弁護士。札幌高等検察庁検事長、参議院議員（2期）を務めた。

## 人物・来歴
宮城県仙台市出身。仙台一高、東北大学法学部卒業。1955年に司法修習生。1957年に検察庁に入り、札幌地検検事、法務省刑事課長、東京地検刑事部長、横浜地検検事正、最高検刑事部長、札幌高検検事長などを歴任。
東京地検特捜部では、1972年の沖縄返還交渉での西山事件の捜査を担当し、起訴状を書いた。起訴状に記された「女性事務官をホテルに誘ってひそかに情を通じ、これを利用して」という起訴理由は、世論を国家が密約を結んだことの是非から、西山太吉の私的なスキャンダルに向けさせた。密約は、後年、米国側の公文書公開で明らかになり、外務省アメリカ局長だった吉野文六も認めている。
2005年、西山が密約を否定し続ける国を相手取り、謝罪などを求める訴えを東京地裁に起こした際、佐藤は朝日新聞の取材に、「当時、「言論の弾圧じゃないか」とか、「検察はやりすぎだ」という批判があったんです。本来なら、情状面について起訴状では触れないんですが、あまりにも世間が騒いでいるので、あえて盛り込んだ。めったにないことですが、起訴する前には幹部と一緒に検事総長のところへ何度か足を運びました。「ひそかに情を通じて」という言葉を私が思いつくと、幹部は喜んでね。「国民によく事件の全容を知らしめる。これはいい」と総長が言ったのを、今も覚えていますよ。」と明かしている。
東京地検刑事部長時代には、創価学会の元顧問弁護士による同会への恐喝事件の捜査を指揮。最高検刑事部長時代、『週刊朝日』に始めた連載「法談余談」は、生身の検事が犯罪人と織りなす人間ドラマや捜査当局の問題点、法律の大切さをつづり、現役検察官のエッセーとしては異例の踏み込んだ内容だった。エッセーは『検事調書の余白』（朝日新聞社）として刊行される。
1991年12月、札幌高検検事長に就任。1992年9月28日、東京佐川急便事件において、金丸信を聴取しないまま政治資金規正法違反で20万円の罰金刑にした検察の体質を批判し、朝日新聞「論壇」に「検察官の役割とは何か」と題する一文を投稿。検事長の立場だったことから波紋を呼んだ。

### 参議院議員時代
1995年、夏の参院選に立候補するため、6月に札幌高検検事長を辞職。第二院クラブから比例1位で当選。二院ク代表を務める。1997年4月4日、オレンジ共済組合事件で友部達夫参院議員に対する議員辞職勧告決議案が採決された際、自民党がかつてリクルート事件での藤波孝生元労相への辞職勧告決議案に反対したことと「友部被告は無罪を主張して争っており、推定無罪が司法の原則だ。藤波氏と比較してバランスを失する」として全参院議員の中で唯一、決議案に反対した。
オウム真理教への破壊活動防止法適用について、「破防法は共産党を取り締まるための法律。共産党員に適用するのは大いに結構だが、宗教団体であるオウムに適用するのは法の想定を超えている。」と否定的だった。しかし、団体の存在自体を（破防法適用以外の方法で）法的に規制・禁止すること自体は肯定した。1999年、国旗及び国歌に関する法律案の参議院本会議における採決で反対票を投じた。
任期満了の2001年夏の参院選では民主党に移籍。立正佼成会のバックアップを受けて再選した。北朝鮮による日本人拉致問題にも取り組み、2002年には石破茂・中川昭一・平沢勝栄・上田清司・西村眞悟らとともに新拉致議連の呼びかけ人となっている。2007年の参院選は出馬せず、政界を引退。
政界引退後は弁護士として、息子の佐藤貴夫・明夫弁護士が経営する佐藤総合法律事務所に在籍し活動。2007年6月から2009年6月まで京浜急行電鉄の監査役を務めた。
叙勲の話はすべて断り、2009年7月15日、心不全のため横浜市内の病院で死去。76歳没。

## 著書
- 『検事調書の余白』朝日新聞社、1993年10月。ISBN 978-4022566683。朝日文庫、1996年1月。ISBN 978-4022611314。
- 『検事調書の余白Ⅱ 法の涙』朝日新聞社、1995年1月。ISBN 978-4022569059。朝日文庫、2000年6月。ISBN 978-4022613059。
- 『「この国のあり方」を問う！』日新報道、1996年4月。ISBN 978-4817403698。
- 『「この国のあり方」を問う！2「腐敗の根源」を衡く』日新報道、1997年3月。ISBN 978-4817403889。
- 『法の心 ある政治家の法律論』朝日新聞社、1997年9月。ISBN 978-4022571816。
- 『モラルハザードへの挑戦　ある政治家・法律家の提言』近代文芸社、1999年4月。ISBN 978-4773364514。
- 『「不祥事続出警察」に告ぐ』小学館文庫、1999年12月。ISBN 978-4094041712。
- 『政官腐敗と東京地検特捜部』小学館文庫、2001年4月。ISBN 978-4094041729。
- 『「参議院」いまだ「良識の府」に非ず！』リベラルタイム出版社、2007年6月。ISBN 978-4902805062。